# 15740 Hyakumangoku
15740 Hyakumangoku è un asteroide della fascia principale. Scoperto nel 1991, presenta un'orbita caratterizzata da un semiasse maggiore pari a 2,5807589 UA e da un'eccentricità di 0,1282336, inclinata di 14,93186° rispetto all'eclittica.